# Thalassodes intaminata
Thalassodes intaminata là một loài bướm đêm trong họ Geometridae.